# Kontrafagot

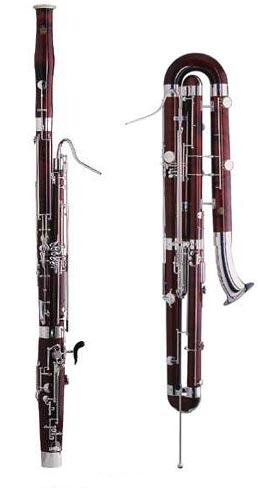
Fagot (z lewej) i kontrafagot

Kontrafagot – instrument dęty drewniany z grupy aerofonów stroikowych.

## Historia
Należy do grupy instrumentów z podwójnym trzcinowym stroikiem. Do tej samej rodziny należą także obój, rożek angielski i jego wersja o wyższym stroju – fagot. Skala (zakres dźwięków muzycznych) instrumentu wynosi od B2 do f. Notacja dla kontrafagotu jest w kluczu basowym, lecz brzmi oktawę niżej od zapisu.
Instrument składa się z długiej, prawie pięciometrowej, podłużnej rury, poczwórnie złożonej. Otwory nawiercone na długości instrumentu otwierane są klapami.
Kontrafagot jest używany najczęściej jako wzmocnienie oktawowe basów. Powolne rozbrzmiewanie słupa powietrza powoduje ograniczenie w wykonywaniu drobnych wartości. Kontrafagot ma najniższy strój spośród instrumentów dętych drewnianych w składzie orkiestry symfonicznej. Odpowiednikiem kontrafagotu pod względem wysokości stroju jest (w przybliżeniu) w grupie instrumentów dętych blaszanych tuba, natomiast w rodzinie instrumentów smyczkowych kontrabas.

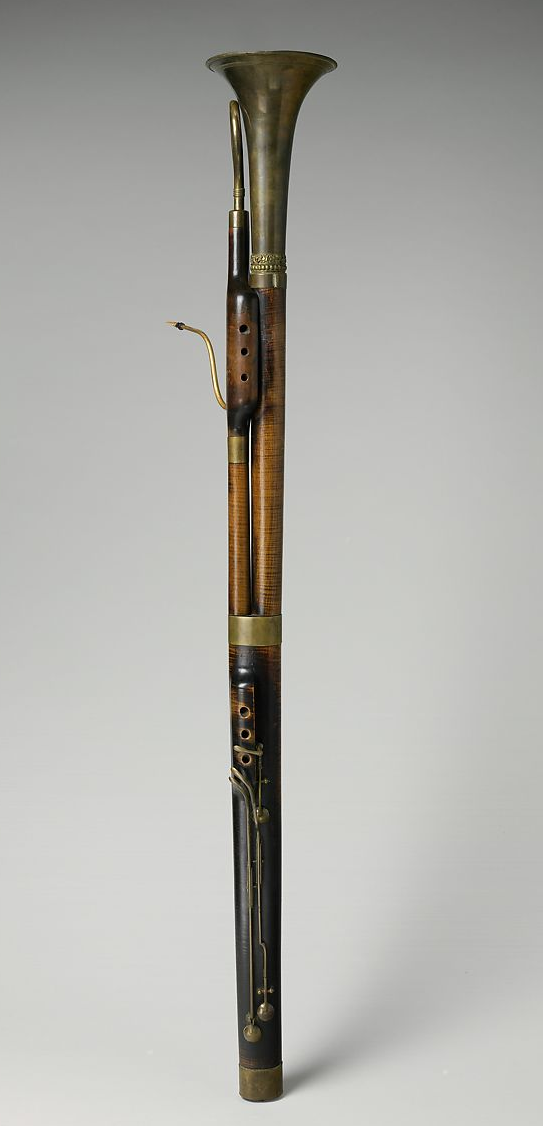
Kontrafagot wykonany w Wiedniu w pierwszej połowie XIX wieku

Do czasów współczesnych kontrafagot nie był postrzegany jako instrument solowy. Dopiero w XX wieku powstało szereg kompozycji na ten instrument.
Przykłady kompozycji na kontrafagot:
- Erwin Schulhoff – Bassnachtigall na kontrafagot solo 1922
- Gunther Schuller – Koncert na kontrafagot 1978
- Donald Erb – Red Hot Duets (5) for Two Contrabassoons 1990
- David Neumeyer – Sonata na kontrafagot i fortepian 2001
- Kalevi Aho – Koncert na kontrafagot 2004-2005

Znane partie orkiestrowe kontrafagotu:
- Maurice Ravel – Suita orkiestrowa "Moja Matka Gęś"
- Maurice Ravel – Koncert fortepianowy na lewą rękę D-dur
- Paul Dukas – Uczeń czarnoksiężnika (L'Apprenti sorcier)